# Кочис (округ)
Кочи́с (англ. Cochise County) — округ в штате Аризона, США.

## Описание
Округ имеет квадратную форму размером примерно 127 на 127 километров, расположен в юго-восточной части штата. С севера и запада граничит с другими округами штата, с востока — со штатом Нью-Мексико, с юга — с Мексикой. Назван, как и большинство округов Аризоны, в честь одного из представителей коренных американцев — вождя индейского племени чирикауа Кочиса. Столица — Бисби, крупнейший город — Сьерра-Виста. Открытые водные пространства занимают 128 км² (0,79% от общей площади округа). Вся площадь округа составляет 16 107 км², что равняется штатам Род-Айленду и Коннектикуту вместе взятым. На территории округа находится больше 40 заброшенных поселений; разведаны месторождения брошантита, азурита, куприта и других минералов.

## История
Округ был образован 1 февраля 1881 года путём отсечения восточной части округа Пима. До 1929 года столицей округа являлся Тумстоун, после стал Бисби. 26 октября 1881 года в Тумстоуне произошла самая известная перестрелка Дикого Запада — так называемая Перестрелка у корраля О-Кей, в которой принимал участие Джонни Бехан (англ. Johnny Behan) — первый шериф (1881—1882) новоиспечённого округа.
В 1956—57 годах в Бисби проходили съёмки телесериала «Шериф округа Кочис» (англ. Sheriff of Cochise).

## Транспорт
Через округ проходят следующие крупные автодороги:
- автомагистраль I-10
- федеральная трасса U.S. Route 191
- трасса Arizona State Route 80
- трасса Arizona State Route 82
- трасса Arizona State Route 90
- трасса Arizona State Route 186

В столице округа Бисби находится аэропорт Bisbee Municipal Airport.

## Демография
| 1890 год — 6938 жителей 1900 — 9251 (+33,3%) 1910 — 34 591 (+273,9%) 1920 — 46 465 (+34,3%) 1930 — 40 998 (-11,8%) | 1940 — 34 627 (-15,5%) 1950 — 31 488 (-9,1%) 1960 — 55 039 (+74,8%) 1970 — 61 910 (+12,5%) 1980 — 85 686 (+38,4%) | 1990 — 97 624 (+13,9%) 2000 — 117 755 (+20,6%) 2010 — 131 346 (+11,5%) 2011 — 133 289 (оценка) |

Расовый состав:
- Белые — 78,5%
- Афроамериканцы — 4,2%
- Азиаты — 1,9%
- Коренные американцы — 1,2%
- Гавайцы или уроженцы Океании — 0,3%
- Две и более расы — 4,0%
- Прочие — 9,6%
- Латиноамериканцы (любой расы) — 32,4%

## Достопримечательности
- Горы Чирикауа (англ. Chiricahua Mountains)
  - Национальный монумент Чирикауа (англ. Chiricahua National Monument)
- Национальный лес Коронадо (англ. Coronado National Forest) (частично)
  - Национальный мемориал Коронадо (англ. Coronado National Memorial)
- Парк штата «Пещеры Картчнера»[англ.]
- Leslie Canyon National Wildlife Refuge
- San Pedro Riparian National Conservation Area

### Военные
- Форт Боуи[англ.]
- Форт Уачука (англ. Fort Huachuca)
- Уилкокс-Плайя[англ.] — высохшее озеро, используемое как полигон.

- Главный зал Пещер Картчнера[англ.]
- Окрестности форта Боуи[англ.]
- Высохшее озеро Уилкокс-Плайя[англ.]